# Parasmittina dolabrata
Parasmittina dolabrata är en mossdjursart som beskrevs av Jacqueline A. Soule 1973. Parasmittina dolabrata ingår i släktet Parasmittina och familjen Smittinidae. Inga underarter finns listade i Catalogue of Life.